# Plesiadapiformes
Plesiadapiformes är en utdöd ordning eller underordning i klassen däggdjur. Den är antingen nära släkt med primater eller en föregångare till dem.
I flera avhandlingar betraktas Plesiadapiformes som systertaxon till de nu levande primaterna. I andra verk beskrivs underordningen (eller endast släktet Plesiadapis) som systertaxon till ett taxon som bildas av primater och spetsekorrar eller som en tidig utvecklingslinje i gruppen Euarchonta, där även pälsfladdrare ingår.
Underordningens arter levde mellan paleocen och mellersta eocen. Enligt uppskattning klättrade de främst i träd och annan växtlighet. Storleken varierar mellan cirka 10 g tunga arter från släktet Picromomys och 3 till 5 kg tunga arter i släktet Plesiadapis. Fossil av Plesiadapiformes hittades i Eurasien och Nordamerika. Tidvis räknades även familjen Azibiidae till gruppen där det även finns fynd från norra Afrika. Underordningens medlemmar hade en lång nos. Utöver kraniet liknar skelettet mer pälsfladdrarnas skelett.